# Англо-ефіопська війна
Англо-ефіопська війна — збройний конфлікт між Ефіопською імперією та Великою Британією у середині XIX століття.

## Передумови
У другій половині XIX століття Ефіопська імперія була однією з небагатьох африканських держав, що зберігала незалежність. Багато європейських країн бажали бачити її своєю колонією. У 1860-их роках Ефіопія потрапила до сфери інтересів Великої Британії.
У той час Ефіопією правив імператор Теводрос II, який проводив політику зміцнення центральної влади та об'єднання країни. У жовтні 1862 року Теводрос II, передбачаючи неминучість війни з Великою Британією, надіслав листа королеві Вікторії з проханням про союз. Імператор чекав на відповідь два роки, але відповідь не надійшла.
1864 року негус, не дочекавшись відповіді від королеви, розгнівавшись ув'язнив кількох європейців, серед яких були й британці. Велика Британія вирішила використати той момент як привід до війни. Після того, як у грудні 1867 року влада заарештувала весь дипломатичний корпус британців в Ефіопії, Велика Британія вирішила негайно діяти.

## Перебіг війни

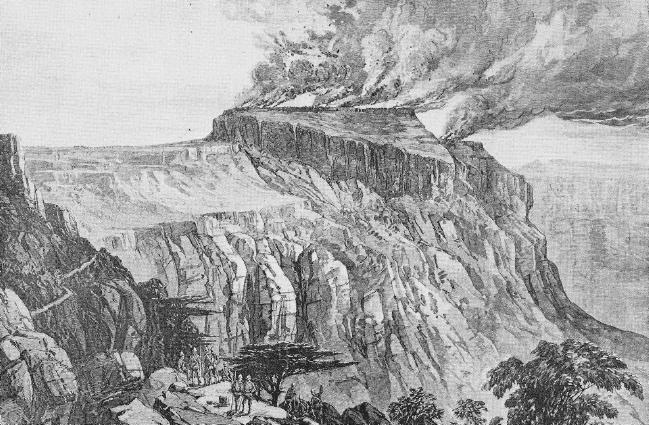
Фортеця Мекдела у вогні

У грудні-травні 1867 року в Ефіопії висадились 13 000 солдат англо-індійських військ та 40 000 похідних тварин. Під час бойових дій добре озброєні британці здобули низку перемог і до квітня 1868 підійшли до великої фортеці Мекдела. 10 квітня відбулась битва при Арозі, в якій ефіопи зазнали поразки. То була головна перемога британців в Ефіопії з часу їхньої висадки в країні. У тій битві британці втратили 29 осіб пораненими, натомість їхній противник втратив 500 осіб убитими і 1000 пораненими. У фортеці переховувався Теводрос II. 13 квітня британці штурмом узяли фортецю. Імператор Теводрос II, не бажаючи здаватись у полон, скоїв самогубство. Мекдела була взята. Ефіопи втратили 700 осіб убитими та близько 1 500 пораненими, а втрати британців склали лише 20 поранених.

## Наслідки
Британці захопили Тірворк Вубе, вдову імператора, та їхнього малолітнього сина, спадкоємця престолу Алемаєху. Імператриця невдовзі померла, а Алемаєху був вивезений до Великої Британії, де помер за 11 років.
Утім Велика Британія не зуміла утримати перемогу й закріпитись у захопленій країні. В Ефіопії розгорнулась партизанська війна. Фінансові втрати британців були величезними (8 600 000 фунтів стерлінгів). Лондонський парламент відмовився продовжувати фінансувати війну. З Великої Британії надійшов наказ про відступ. Головнокомандувач англо-індійської армії Роберт Нейпір наказав знищити Мекделу разом із церквами як каральний захід проти повсталих ефіопів. Британці почали відступати. Наприкінці травня 1868 року британці остаточно залишили Ефіопію.
За перемогу над противником сер Роберт Нейпір отримав від британського парламенту 2 000 фунтів стерлінгів щорічної пенсії. Британське суспільство знало, що війна завершилась невдало, хоча британський уряд намагався показати все інакше.

## Статистика
| Країни          | Населення, 1867 | Військ | Убито |
| --------------- | --------------- | ------ | ----- |
| Велика Британія | 24 600 000      | 13 000 | 400   |
| Ефіопія         | 8 500 000       |        | 1000  |
| Разом           | 33 100 000      |        | 1400  |